# Музей шістдесятництва
Музей шістдесятництва —музей  покоління радянської та української національної інтелігенції з яскраво вираженою громадянською позицією, що ввійшло у культуру (мистецтво, літературу тощо) та політику в СРСР в другій половині 1950-х років і найповніше себе творчо виявило на початку та в середині 1960-х років (звідси й назва).  Знаходиться в Києві, на вулиці Олеся Гончара, 33. Філія Музею історії міста Києва.
Музей відкритий 24 серпня 2012. Головна ідея — екскурс в історію, пов'язану з боротьбою за національне відродження, феноменом самвидаву, репресіями, яким піддавалися шістдесятники, відродженням народних традицій.
В експозиції тисячі експонатів: рукописи, старі фотографії, особисті речі шістдесятників. Містить матеріали, що належать або пов'язані з Василем Стусом, Іваном та Надією Світличними, Миколою Вінграновським, В'ячеславом Чорноволом, Аллою Горською, Іваном Драчем, Дмитром Павличком та іншими.

## Шістдесятництво
Період шістдесятництва охоплює порівняно невеликий відрізок часу — 1960-ті. Як субкультура радянської інтелігенції, шістдесятники представляють переважно покоління, яке народилося приблизно між 1925 і 1945. На формування їхніх поглядів вплинули роки сталінізму, Друга світова війна і час хрущовської відлиги.

Молодий Василь Стус
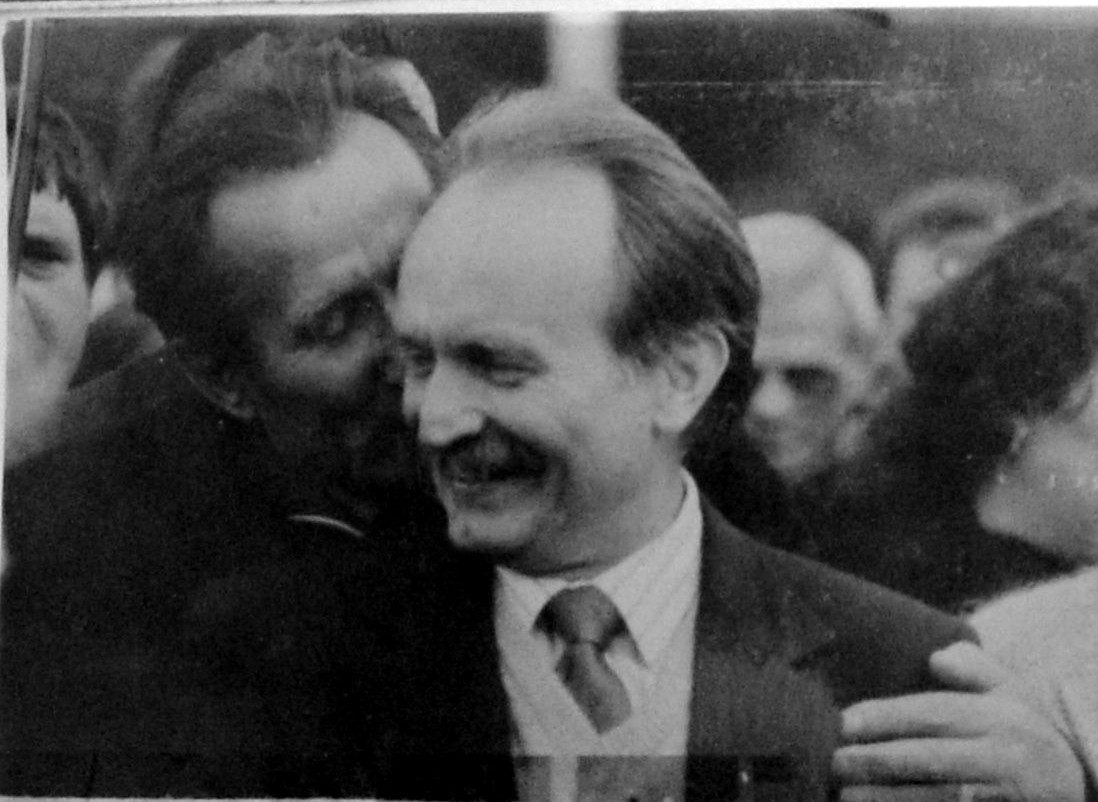
В'ячеслав Чорновіл
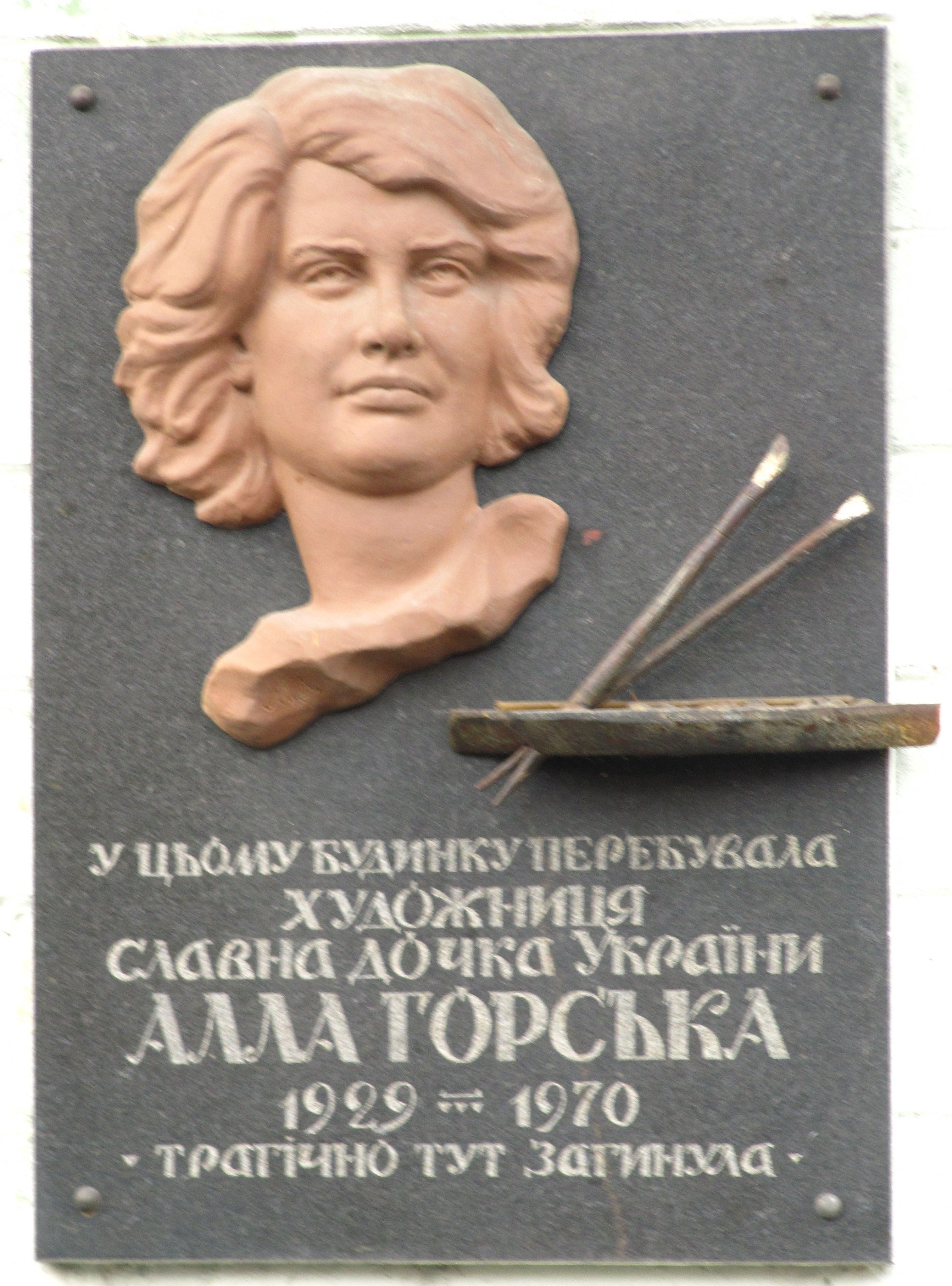
Алла Горська
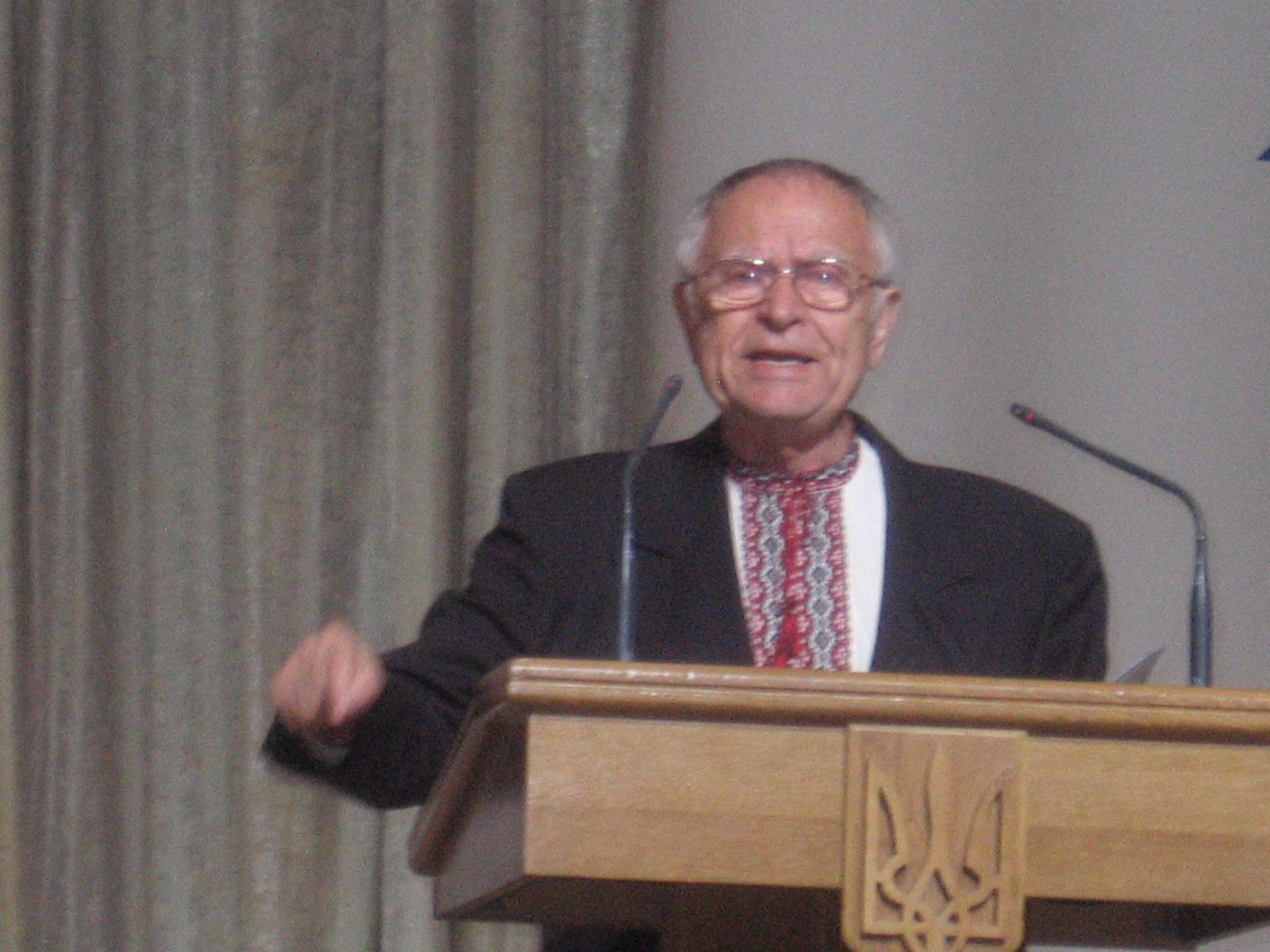
Дмитро Павличко

## Експозиція
Музей відображає історичне місце, і значення шістдесятників у духовному розвитку українського суспільства другої половини XX століття.
Показує феномен шістдесятників як переломний момент в історії української культури радянського періоду. Після руїни і занепаду 1930-1950-х це були перші кроки нонконформізму, непоступливості і впертої опозиції в літературі, образотворчому мистецтві, театрі, кіно.
В експозиції музею представлені такі матеріали (розділи):
1. Історичні передумови:
  1. Суспільно-історична атмосфера в Україні на початку 60-х рр. (преса, документи, фото, спогади).
  2. Періодизація і диференційна характеристика різних груп шістдесятників (м. Київ, Львів, Одеса, Житомир та інші).
  3. Література про шістдесятників (тогочасна в Україні та діаспорі). Сучасний погляд на шістдесятників (документи, статті, видання).
2. Діяльність Клубу творчої молоді (1959—1964) — фото, спогади, документи.
3. Самвидав. Художні твори, політико-публіцистичні матеріали, передруки на Заході.
4. Літературний доробок шістдесятників. Широка панорама статей, видань від початку 1960-х через Самвидав і дотепер в Україні та діаспорі.
5. Значення діаспори. Особи, що поширювали доробок шістдесятників: організації, окремі люди (видання, фото, спогади).
6. Матеріали судових справ шістдесятників.
  1. Перебування в тюрмах, психіатричних лікарнях, таборах, на засланні. Листи, фото, спогади, особисті речі.
  2. Зв'язок із загальносоюзним дисидентським рухом. Дисиденти росіяни, євреї, литовці, латиші та інші. Дружини політв'язнів (фото, листи, спогади).
  3. Репресії серед тих, хто підтримував і поділяв ідеї шістдесятників (речі, спогади, листи).
7. Художники-шістдесятники. Твори  андеграунду, речі, спогади.
8. Музиканти-шістдесятники, діячі театру, кіно.
9. Значення шістдесятників у суспільному оновленні 1980-1990-х у побудові Української Держави.

## Історія створення

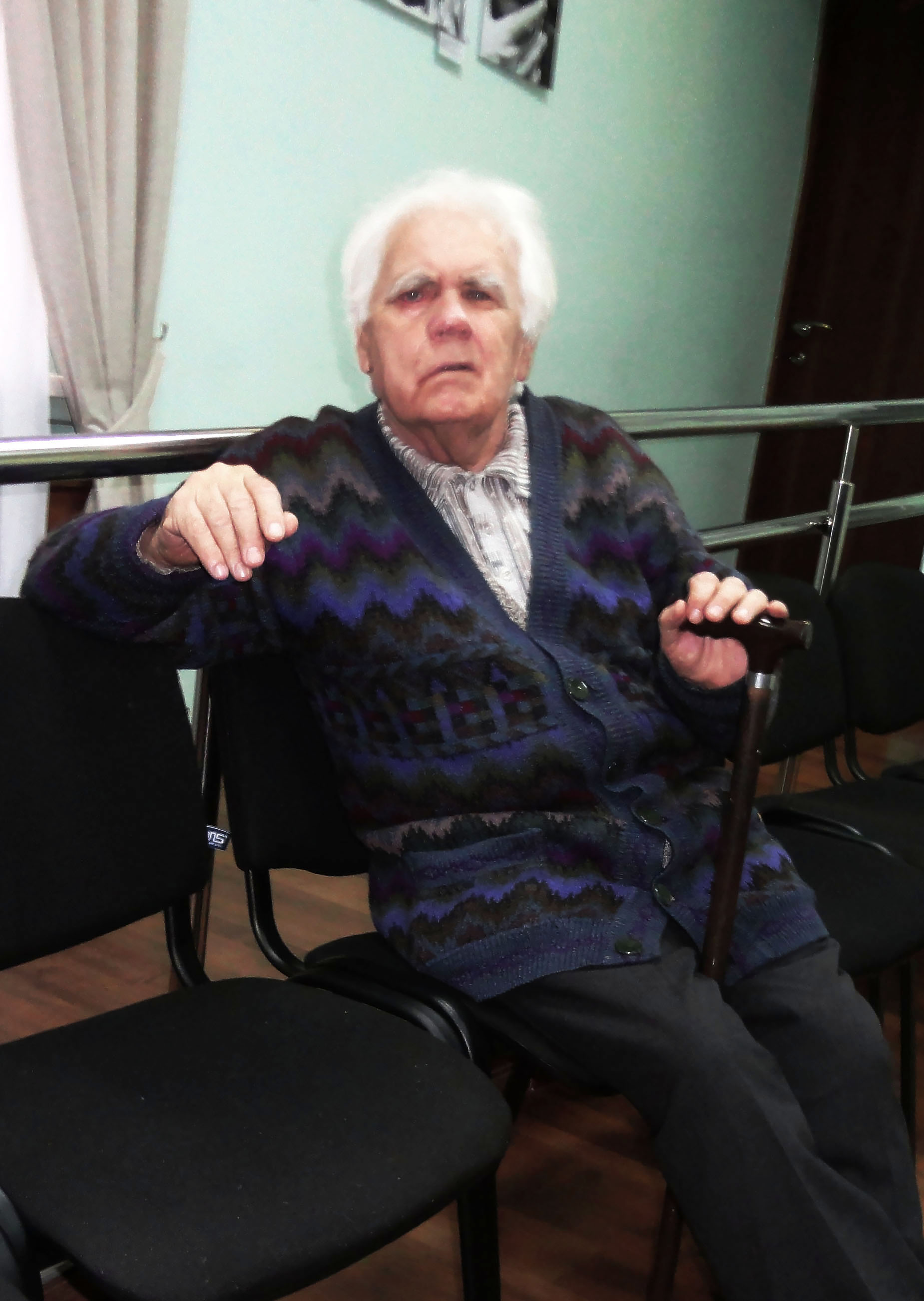
Перший директор Музею Шістдесятництва - М.Г. Плахотнюк. 2013

Ідея створення музею належить громадській організації Музей шістдесятництва. Основою колекції музею є близько 20 тис. експонатів, зібраних організацією. Музей історії Києва, у приміщенні якого і облаштують музей, отримав дозвіл влади на відкриття філії ще в 2006 році, проте тоді ідею не реалізували. Однак, організація продовжувала збирати матеріали для створення музею.
Громадська організація «Музей шістдесятництва» (ГОМШ) фактично виникла в березні 1994. Ініціатором її заснування була Надія Світлична. Під час вручення їй Шевченківської премії вона проголосила про створення фонду музею шістдесятництва, передала у цей фонд свою грошову частку премії, а кількома днями пізніше заснувала ініціативну групу зі створення музею шістдесятництва. Ініціативну групу, очолила відома шістдесятниця, кандидат біологічних наук, удова художника-шістдесятника Веніаміна Кушніра Галина Возна-Кушнір.
Спочатку були плани створити Музей шістдесятництва громадським.
Ініціативна група склала концепцію Музею, яку обговорила громадськість і поставили свої підписи десятки представників київської української інтелігенції. Серед них відомі шістдесятники, письменники, художники, вчені. Ще тоді ініціативна група звернулася до влади з проханням забезпечити музей приміщенням, та влада відмовила (лист-відповідь заступника Глави Київської міської держадміністрації Г. Артюх від 7 липня 1994).
Незважаючи на відмову в наданні приміщення, протягом п'яти років ініціативна група, у тому числі Надія Світлична, збирала документи і матеріали для майбутнього музею, які зосереджували і зберігали у приватних квартирах.
У червні 1999 відбулися установчі збори, на яких було створено ГОМШ, статут організації, керівні органи, головою правління обрано Миколу Плахотнюка.
У березні 2000 року організація зареєстрована у Київському міському правлінні юстиції.
Враховуючи те, що Микола Плахотнюк на той час був членом проводу Всеукраїнського товариства політв'язнів і репресованих, то його голова Євген Пронюк надав спорідненій організації дві кімнатки, де б міг Плахотнюк виконувати свої обов'язки як член проводу і водночас здійснювати діяльність, яка стосувалася ГОМШ.
Кімнатки на Межигірській, 7/16 швидко наповнювалися зібраними матеріалами і документами, експонатами, книгами тощо, які висвітлювали явище шістдесятництва, а також були створені колекції самвидаву, фотографій, особистих речей шістдесятників, мистецьких творів (живопис, графіка, аплікація, скульптура тощо — всього понад 500 одиниць) тощо.
Крім того, ГОМШ створила Дитячу світлицю (керівник Христина Бедрик), ізостудію (керівник художник Любов Міненко), студію «Недільні літературні зустрічі» (керівник Роман Кухарук).
Організація тісно співпрацює із Союзом Українок, школою ім. В. Чорновола, з Національним музеєм літератури України, Музеєм Михайла Грушевського, Народним Рухом України, з фондом В'ячеслава Чорновола, Кабінетом-музеєм В'ячеслава Чорновола, Центром народної культури «Музей Івана Гончара».
Організація і Музей залучають до участі в своїх заходах викладачів, студентів київських вишів, зокрема КНУ імені Тараса Шевченка, Києво-Могилянська академія, Національний університет імені Драгоманова, КПІ та інших, учнів київських шкіл, гімназій та ліцеїв.
ГОМШ здійснювала експедиції по Україні (Хотин, Кам'янець-Подільський, Качанівка, Чигирин, Суботів, с. Вільхівець Звенигородського р-н., Канів, паломництво в Сандармох і Соловки).
Серед численних заходів варто виокремити:
- ювілейний вечір художника Віктора Цимбала в актовій залі Будинку художника,
- ювілейний вечір Станіслава Гординського (Буд. художника),
- вечір молодої української поезії 60-х років XX століття (Буд. художника),
- виставка документів і матеріалів, що висвітлюють шістдесятництво «По цей і по той бік ґрат» (Музей Михайла Грушевського),
- виставка мистецтва шістдесятників «Літорость порубаного саду» (Національний музей літератури України),
- «Мистецький світ Любові Панченко» (Національний музей літератури України, Музей Михайла Грушевського),
- фотовиставки «У нас нема зерна неправди за собою», присвячена пам'яті В. Чорновола (Музей гетьманства),
- «Свій вогонь запали сам» до дня незалежності України 2009 року (Музей «Верховина» в Стрию),
- ювілейний вечір Алли Горської та Івана Світличного (Музей Михайла Грушевського) та багато інших культурно-просвітницьких заходів.

На установчих зборах почесним головою була обрана Надія Світлична як ініціатор заснування організації з подальшим створенням Музею шістдесятництва.
Вона представляла його інтереси за кордоном, здійснювала співпрацю з організацією «Людські права ХХ століття» (США), яку вона очолювала.
Наприкінці 2000 року в Нью-Йорку Надія Світлична зустрілася з Головою міста Києва О. Омельченком, клопотала перед ним про приміщення для Музею шістдесятництва. Він обіцяв позитивно вирішити це питання.
На початку 2003 року організація впритул підійшла до вирішення цього питання. Допомогти взявся депутат Київради Петік Олександр Владиславович (до речі, він був хрещеником Івана Світличного, син студентського друга Івана Світличного Владислава Петіка). Петік на той час обіймав посаду начальника Управління внутрішньої політики міста.
Питання розв'язувалося дуже повільно. У цей час пробували допомогти нам депутати Микола Кульчинський та Іван Стойко. Саме вони вийшли з депутатськими запитами щодо Музею шістдесятництва.
Нарешті 27 листопада 2003 року № 2463-1121 — рішення Київської міської ради про надання на рік у суборенду цокольного приміщення площею 200 м² на вул. Гончара ,33-а з оплатою по 2 тис. грн. в місяць. Таких коштів у організації не було і немає. При тому, приміщення потребує капітального ремонту. Надія Світлична і Микола Плахотнюк з цього приводу звернулися до О. Омельченка. Можливість одержання приміщення сама по собі відпала.
У 2005 році депутати Микола Кульчинський і Олександр Ткаленко знову порушили питання про створення Музею шістдесятництва з наданням приміщення. Рішення Київської міської ради від 9 березня 2006 року № 177-3268 «Про надання дозволу Музею історії міста Києва на створення філії — Музею шістдесятництва». ГОМШ погодилася на філію, але застерегла, що документи, матеріали, експонати, які зібрала громадська організація будуть передані в державу тільки в тому разі, коли буде цілком готове приміщення, в тому числі і фондосховище для їх зберігання. Ще минув рік при цілковитому мовчанні влади.
У серпні 2006 року померла Надія Світлична. На її могилі Президенту Віктору Ющенку нагадали, що заповітом Надії Світличної було створення музею шістдесятництва. На папері він ніби створений, але приміщення немає. Президент пообіцяв, що приміщення буде.
14 листопада 2006 року — вийшло розпорядження Голови Київської державної адміністрації Леоніда Черновецького «Про музей шістдесятництва — філію Музею історії міста Києва»).
У міському Управлінні культури і мистецтв запевняли що Музей шістдесятництва до кінця 2007 року буде відкрито. Але не зважаючи на те, що живі шістдесятники своїми листами нагадували про те, що ніяких робіт не провадиться, а тому за таких умов не може бути вчасно відкритий музей. Наприкінці 2007 року Управління культури прислало Музею історії міста Києва папір, де вказано інший термін відкриття музею — 25 грудня 2008 року.
І знову ніякого ремонту не провадилося. Натомість зчинилася якась метушня, очевидно, з ініціативи Управління про дослідження приміщення, яке мають ремонтувати на наявність отруйних речовин (це для того, щоб відвернути увагу від проблеми і виграти час).
Минули кінець 2007, 25 грудня 2008, минув 2009 і настав 2012 рік.
Преса повідомляла, що ще 2007 року на ремонт і створення Музею шістдесятництва було виділено 1,5 мільйона гривень.
Невідомо скільки насправді було виділено грошей, але подекують, що ці кошти були переадресовані на відкриття Музеїв Партизанської слави та Шолом Алейхема (травень 2008 р. і лютий 2009 рік.), що були відкритті за Указом Президента України. Але ж щодо створення Музею шістдесятництва було аж три Укази Президента України:
1. до тридцятиріччя (№ 907/2006 від 31.10.2006);
2. до 70-річчя народження В.Чорновола (№ 801/2007 від 31.08.2007);
3. до 20-річчя утворення Меморіалу (№ 702/2009 від 02.09.2009).

Усі ці дати тісно пов'язані з діяльністю шістдесятників.
Було окреме доручення Прем'єр-міністра про завершення ремонту приміщення для Музею шістдесятництва до 15 грудня 2009 року.
Виявилися яловими Розпорядження КМДА Л. Черновецького, згадані три Укази Президента України, Доручення Віце-прем'єр-міністра України, передачі радіо «Культура» і неодноразові виступи по радіо і телебаченню. Складається враження, що це все нікого не хвилює.
Тим часом, на матеріалах Музею шістдесятництва захистила дисертацію Леся Медвідь про творчість Віктора Зарецького, створені документальні фільми «Дисиденти» (режисер-постановник О. Фролов), «Алла Горська» (режисер-постановник О. Левченко) та ряд інших фільмів.
Кіностудія Єжи Гофмана користувалася матеріалами Музею, коли знімала фільм про Україну.
До 2008 року організація проводили роботу виключно на громадських засадах, з 2008 є 5 окладів, але нема де працювати, бо у березні 2008 року рейдери вигнали організацію із приміщення Всеукраїнського товариства політв'язнів і репресованих.
Документи, кілька персональних бібліотек, самвидав, понад 500 од. творів мистецтва, особисті речі шістдесятників були розпорошені по всьому Києву. Про справжній стан речей знали в Міському управлінні культури і мистецтв.
У квітні 2011 року головою ГО «Музей шістдесятництва» було обрано Олексія Зарецького. Архітектурно-будівельна експертиза приміщення на вулиці Олеся Гончара, 33 показала його придатність для музейної установи. Навесні 2012 року було зроблено ремонт, встановлено музейне обладнання.
Музей відкритий 24 серпня 2012.